# Dziecko z pomarańczą
Dziecko z pomarańczą (hol. Kindje in het gras zittend met sinaasappel, ang. Child with Orange) – obraz Vincenta van Gogha (Nr kat.: F 785, JH 2057) namalowany w czerwcu 1890 podczas pobytu w miejscowości Auvers-sur-Oise. 

## Historia i opis
Dziecko z pomarańczą jest jednym z serii żywych i radosnych portretów dzieci, które Van Gogh namalował w Auvers ciągu ostatniego miesiąca jego życia. Powodem, który skłonił go do namalowania serii portretów dziecięcych był fakt, iż jego szwagierka Johanna niedawno urodziła dziecko, nazwane na jego cześć również Vincent Willem. Artysta był szczęśliwy po przyjeździe na północ, ciesząc się zarówno krajobrazem jak i mieszkańcami Auvers; namalował ponad 80 prac w ciągu 70 dni. 
Obraz przedstawia Raoula, kilkuletnie dziecko sąsiada artysty w Auvers, cieśli Vincenta Leverta. Dziecko, o karminowych policzkach, jest ubrane na niebiesko. Trzyma dużą, jaskrawą pomarańczę, siedząc na tle jaskrów. Sam Levert być może wykonał drewniany podkład, na którym obraz jest nadal zamontowany. Charakterystyczne dla obrazu są energiczne pociągnięcia pędzlem i bogata kolorystyka. 
Malowidło w niczym nie zapowiada osobistej tragedii artysty, która miała nastąpić niedługo potem. Obraz po śmierci van Gogha został zawieszony pośród innych obrazów otaczających jego trumnę w pokoju w gospodzie Ravoux. Po pogrzebie artysty stał się własnością jego brata, a gdy i ten zmarł (1891), płótno przeszło w ręce wdowy po nim, która w 1908 sprzedała go szwajcarskiemu kolekcjonerowi Fritzowi Meyer-Fiertzowi z Zurychu. 5 sierpnia 1916 obraz został kupiony przez znanych szwajcarskich kolekcjonerów Artura i Hedy Hahnloserów, którzy założyli prywatną galerę sztuki Villa Flora w Winterthur.
Wiosną 2008 obraz został wystawiony na sprzedaż na Europejskich Targach Sztuki (The European Fine Art Fair – TEFAF) w Maastricht; w sprzedaży pośredniczył dom aukcyjny Simon Dickinson Ltd., a suma wywoławcza wyniosła 30 mln dolarów.